# Countdown Grand Prix 1999
Die deutsche Vorentscheidung zum Eurovision Song Contest 1999 in Jerusalem (Israel) fand am 21. Februar 1999 unter dem Titel Countdown Grand Prix 1999 in der Bremer Stadthalle statt. Der Norddeutsche Rundfunk organisierte die Veranstaltung, Axel Bulthaupt und Sandra Studer moderierten.

## Teilnehmer & Ergebnis
| Platz | Startnr. | Interpret             | Lied Musik (M) und Text (T)                                                     | Sprache                                | Zuschauerstimmen (Televoting) |
| ----- | -------- | --------------------- | ------------------------------------------------------------------------------- | -------------------------------------- | ----------------------------- |
| 01.   | 07       | Corinna May           | Hör den Kindern einfach zu M/T: Frank Zumbroich                                 | Deutsch                                | 32,6 %                        |
| 02.   | 05       | Sürpriz               | Reise nach Jerusalem (Kudüs’e seyahat) M: Ralph Siegel; T: Bernd Meinunger      | Deutsch, Türkisch, Englisch, Hebräisch | 16,2 %                        |
| 03.   | 11       | Cathrin               | Together We’re Strong M: Hermann Weindorf; T: Peter Bischof-Fallenstein         | Englisch                               | 15,9 %                        |
| 04.   | 01       | Jeanette Biedermann   | Das tut unheimlich weh M: Andreas Bärtels, Rick Rossi; T: Kristina Bach         | Deutsch                                | 12,2 %                        |
| 05.   | 06       | Elvin                 | Heaven M/T: Andreas Linse, Eric Brodka                                          | Englisch                               | 06,1 %                        |
| 06.   | 09       | Michael von der Heide | Bye Bye Bar M: Thomas Fessler, Jeannot Steck, Micha Lewinsky; T: Micha Lewinsky | Deutsch, Englisch                      | –                             |
| 07.   | 04       | Megasüß               | Ich habe meine Tage M/T: Windsor Robinson, Jürgen Magdziak, Claus Funke         | Deutsch                                | –                             |
| 08.   | 02       | Carol Bee             | Lover Boy M: Candy de Rouge; T: Candy de Rouge, Carol Bee                       | Englisch                               | –                             |
| 09.   | 03       | Patrick Lindner       | Ein bisschen Sonne, ein bisschen Regen M: Alfons Weindorf; T: Bernd Meinunger   | Deutsch                                | –                             |
| 010.  | 10       | Wind                  | Lost in Love M: Norbert Beyerl; T: Werner Schüler                               | Deutsch mit englischem Titel           | –                             |
| 011.  | 08       | Naima                 | Itzy Bitzy Spider M/T: Oliver Göddecke, Alexander Seidl, Robert Parr            | Englisch                               | –                             |

## Disqualifikation des Siegertitels
Wenige Tage nach der Vorentscheidung stellte sich heraus, dass Hör den Kindern einfach zu bereits 1997 in englischer Sprache unter dem Titel Where have all the good times gone veröffentlicht worden war.  Der Titel wurde daraufhin disqualifiziert. Für Corinna May rückten Sürpriz nach.

## Abschneiden des deutschen Beitrags im Finale
Beim Eurovision Song Contest 1999 in Jerusalem belegten Sürpriz den dritten Platz. Dies war die beste deutsche Platzierung im Zeitraum von 1995 bis 2009.